# Phare du Cap Ferret
Der Phare du Cap Ferret (deutsch Leuchtturm von Cap Ferret) befindet sich in der Gemeinde Lège-Cap-Ferret auf einer Halbinsel im Arrondissement Arcachon, Département Gironde zwischen dem Nord-Atlantik und dem Becken von Arcachon. Der Leuchtturm steht unter Denkmalschutz und wird als Monument historique in der Base Mérimée des französischen Kulturministeriums seit dem 6. November 2009 geführt.

## Beschreibung
Der Leuchtturm von Cap Ferret besteht aus einem runden sich verjüngenden glatten, unten weiß und oben, 12-eckig, rot lackiertem Mauerwerk. Angrenzend das Maschinenhaus, ein rechteckiges Gebäude. Er wurde 1840 gebaut und unter der deutschen Besatzung während des 2. WK zerstört. 1947 wurde er wieder neu errichtet und seit 1995 automatisiert.

## Geschichte
Der erste Leuchtturm am Cap Ferret wurde bereits 1792 geplant. Er wurde jedoch erst später gebaut und konnte 1840 in Betrieb genommen werden. Es war ein Turm von 47,7 m bei einer Feuerhöhe von 51 m. Die Elektrifizierung erfolgt 1929.
Bevor die Deutschen sich im August 1944 zurückzogen, zerstörten sie den Leuchtturm.
Ein zweiter Leuchtturm wurde schnell wieder aufgebaut und 1947 an der Spitze der Halbinsel in Betrieb genommen. Der neue Leuchtturm wurde nach den Plänen des alten Turms wieder errichtet. Die vordere Eingangstür wird durch einen Giebel, in dem die Jahre der Inbetriebnahme 1840 und 1947 verzeichnet sind, geschmückt, der ein Flachrelief einrahmt, das ein auf dem Meer segelndes Schiff darstellt, auf dem ein Fisch auftaucht und der von dem Stern überragt wird, der den Leuchtturm symbolisiert. Die Empfangshalle zeigt ein Mosaik des namhaften Glasmachermeisters Auguste Labouret (1871–1964), das das Becken von Arcachon und die Halbinsel Cap Ferret darstellt, sowie zwei Büsten: die des französischen Hydrographen Charles-François Beautemps-Beaupré (1766–1854) und die des Physikers und Ingenieurs Augustin Jean Fresnel, der wesentlich zur Begründung der Wellentheorie des Lichts und zur Optik beitrug. 1819 wurde er zum Sekretär der Kommission für Leuchttürme ernannt, für die er erstmals später nach ihm benannte Fresnellinsen als Ersatz für die bis dahin benutzten Spiegel konstruierte.

## Besichtigung
Der Leuchtturm ist für Besucher geöffnet. Eine Treppe mit 258 Stufen führt nach oben, von wo aus man das sehr weite Panorama der Halbinsel, des Arcachon-Beckens und des Ozeans entdecken kann.
Eine Ausstellung in mehreren angrenzenden Räumen präsentiert die Entwicklung der Topographie des Beckens von Arcachon und seiner Umgebung, Seekarten und Navigationsinstrumente. Im selben Gebäude befindet sich auch ein Verkaufsladen.

Bilder vom Phare du Cap Ferret
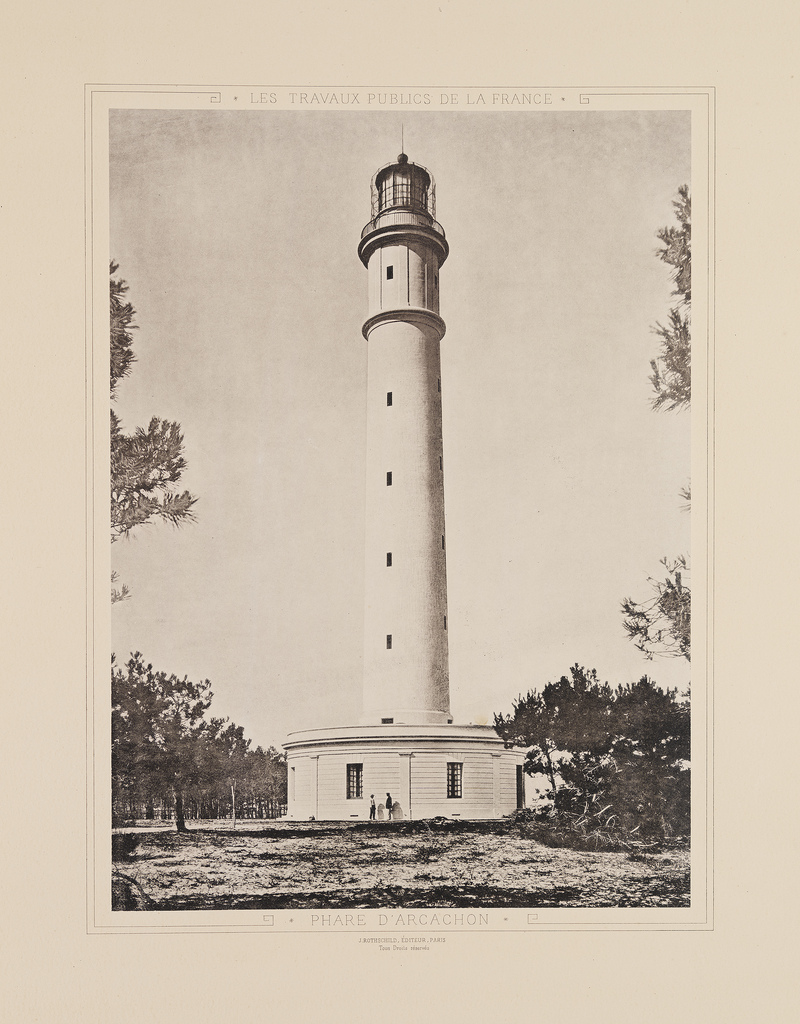
Phare d’Arcachon, 1883
Ansicht vom Land aus, 2005
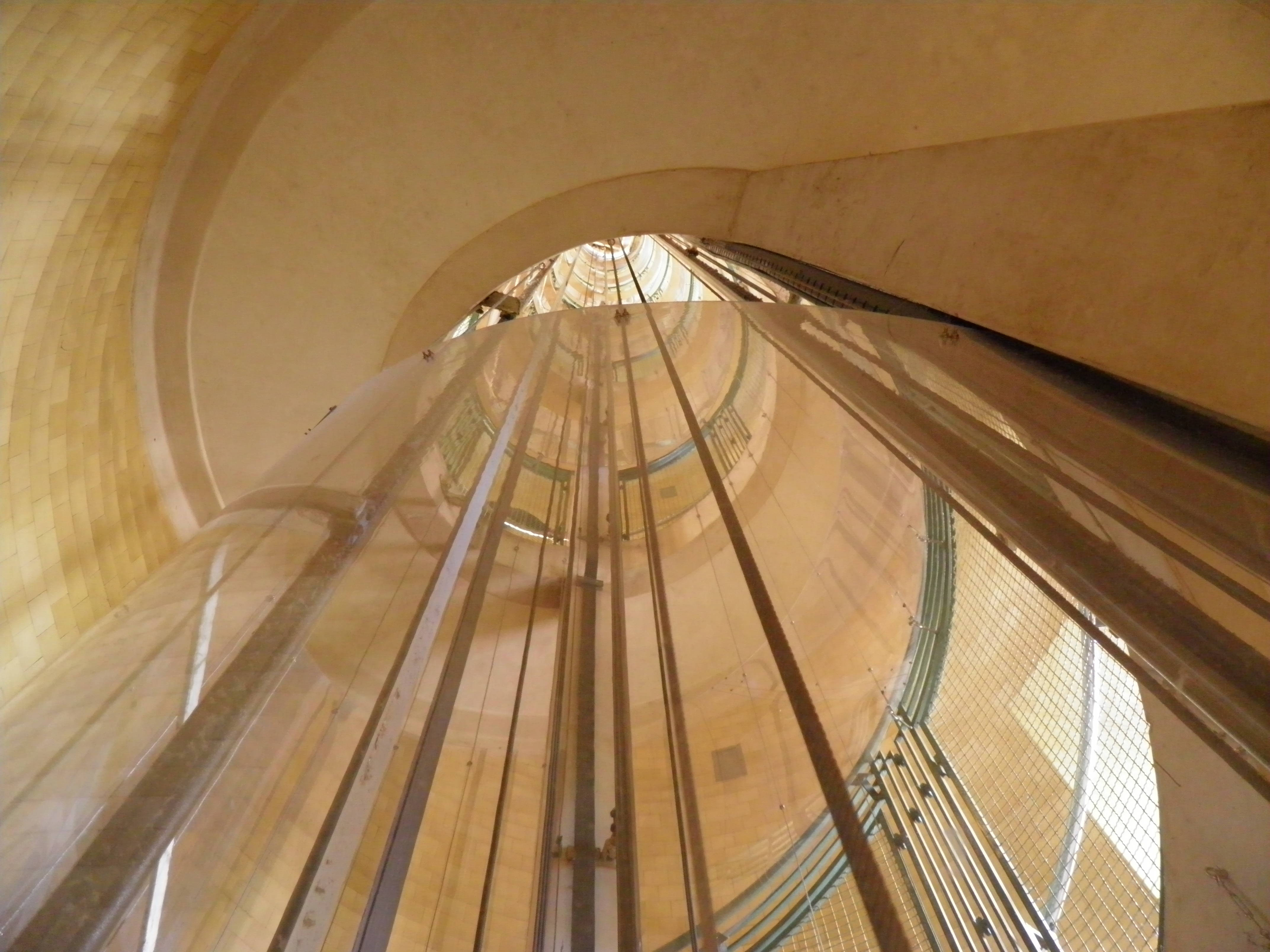
Turm von Innen, 2017
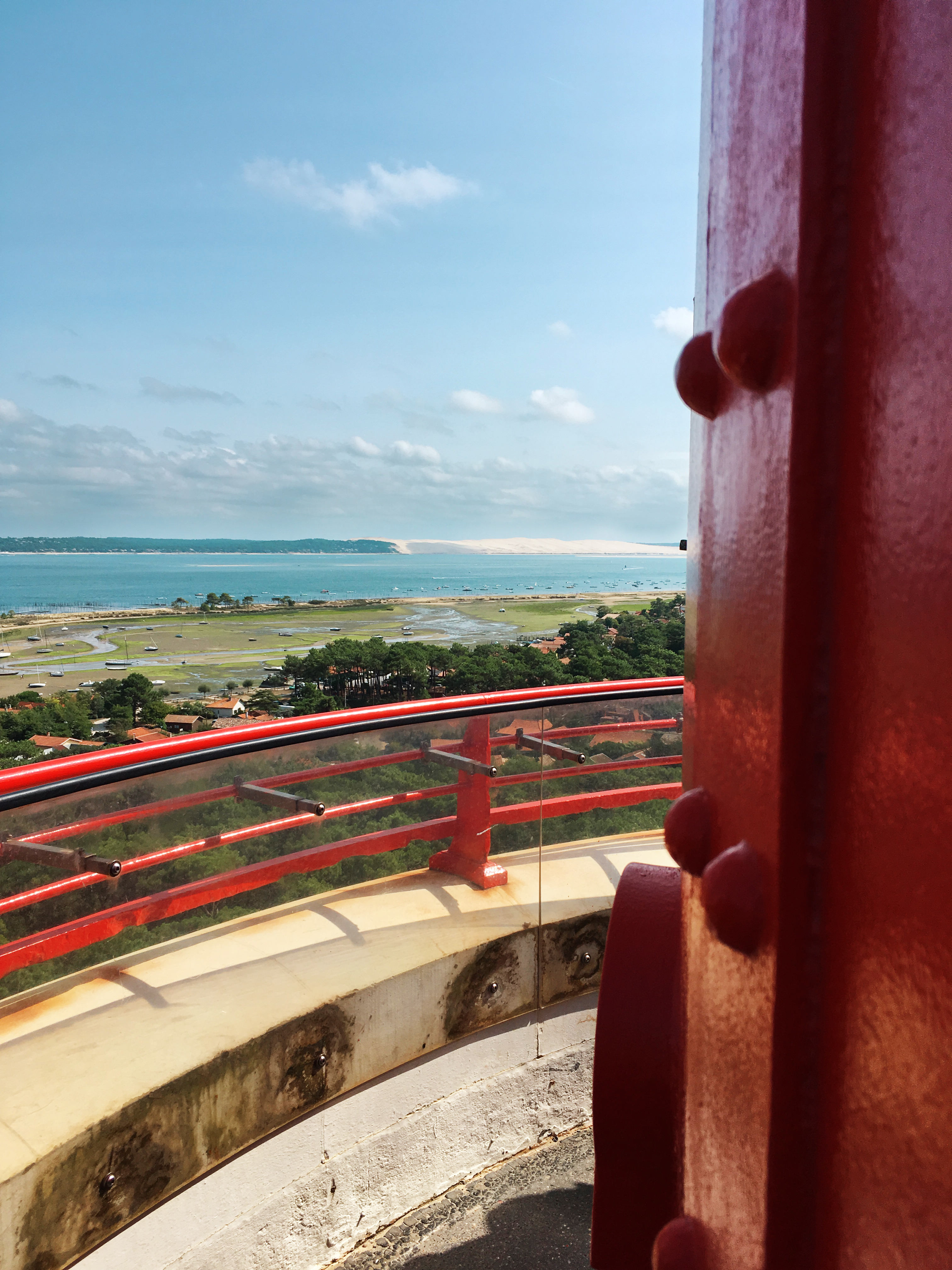
Blick von Oben, 2018

## Philatelistische Würdigung
- In philatelistischer Würdigung des Leuchtturms gab die französische Post mit Ausgabejahr 2004 ein Postwertzeichen im Wert von 0,50 €[4] und 2020 im Wert von Lettre prioritaire heraus.

Briefmarke mit dem Leuchtturm Cap-Ferret, 2020

Link zum Bild